# Ярослав Ґодун
Ярослав Годун (пол. Jarosław Godun) — польський дипломат, культурний менеджер і фахівець у галузі публічної та культурної дипломатії. З 2024 року — директор Польського інституту в Києві, радник-міністр Посольства Республіки Польща в Україні.

## Біографія
Дипломатичну кар'єру Ярослав Годун розпочав як співробітник Відділу культури та науки Посольства Республіки Польща в Бухаресті. У 2006—2020 роках очолював Польські інститути в Бухаресті, Києві (2010—2014) та Софії. Під час свого першого перебування в Києві активно сприяв розвитку польсько-української культурної співпраці, зокрема в рамках програми культурної презентації Польщі під час головування в Раді Європейського Союзу у 2011 році.
Із 2014 року працював у Польському інституті дипломатії імені Ігнація Яна Падеревського у Варшаві, де реалізовував проєкти у сфері публічної дипломатії. У 2020—2024 роках обіймав керівні посади в Міністерстві закордонних справ Польщі — був заступником директора апарату міністра, а згодом — заступником директора Департаменту публічної та культурної дипломатії.
У 2024 році вдруге призначений директором Польського інституту в Києві.

## Діяльність в Україні
Під час свого попереднього терміну на посаді директора Польського інституту в Києві (2010—2014) реалізував низку масштабних культурних проєктів, зокрема в межах кампанії «I, Culture» — найбільшої презентаційної програми Польщі з 1989 року, що включала понад 400 культурних заходів у світі. У Києві цей проєкт був відкритий виставою «Планета Лем» на Софійській площі.
Також брав участь в організації концертів польських артистів, кінопоказів, театральних вистав і видавничих ініціатив у різних містах України (Київ, Львів, Одеса, Харків, Дніпро тощо). Залучав до співпраці відомих польських діячів культури, таких як Адам Міхнік, Ольга Токарчук, Марек Краєвський, Єжи Гоффман, а також українських митців і інтелектуалів — Сергія Жадана, Тараса Прохаська, Миколу Рябчука, Оксану Забужко.

## Мовні навички
Вільно володіє українською, англійською, болгарською, румунською та російською мовами.